# The Manticore and Other Horrors
| Оценки критиков | Оценки критиков |
| Источник        | Оценка          |
| --------------- | --------------- |
| AllMusic        | [ 1 ]           |
| Loudwire        | [ 2 ]           |

The Manticore and Other Horrors — десятый полноформатный студийный альбом английской метал-группы Cradle of Filth, вышедший в 2012 году.

## Список композиций
| №                   | Название                             | Длительность |
| ------------------- | ------------------------------------ | ------------ |
| 1.                  | «The Unveiling of O.» (Instrumental) | 2:07         |
| 2.                  | «The Abhorrent»                      | 5:53         |
| 3.                  | «For Your Vulgar Delectation»        | 4:46         |
| 4.                  | «Illicitus»                          | 5:24         |
| 5.                  | «Manticore»                          | 5:53         |
| 6.                  | «Frost on Her Pillow»                | 4:12         |
| 7.                  | «Huge Onyx Wings Behind Despair»     | 4:23         |
| 8.                  | «Pallid Reflection»                  | 5:34         |
| 9.                  | «Siding with the Titans»             | 5:17         |
| 10.                 | «Succumb to This»                    | 4:43         |
| 11.                 | «Sinfonia» (Instrumental)            | 3:25         |
| Общая длительность: | Общая длительность:                  | 51:37        |

| №                   | Название                         | Длительность |
| ------------------- | -------------------------------- | ------------ |
| 11.                 | «Nightmares of an Ether Drinker» | 4:32         |
| 12.                 | «Death, the Great Adventure»     | 6:18         |
| 13.                 | «Sinfonia» (Instrumental)        | 3:25         |
| Общая длительность: | Общая длительность:              | 62:17        |

## Участники записи
| - Дэни Филт — вокал - Пол Аллендер — гитара - Мартин "Мартус" Шкарупка — ударные, клавишные Гостевое участие: - Дэниел Фёрт — бас-гитара - Lucy Atkins — вокал - Jill Fallow, Scarlet Summer, Lucy Atkins, India Price, Janet Granger, Petra Stiles-Swinton, Anita Kilpatrick, Robert L. Friars, Daniel Oxblood, Joseph Kelly, Jasper Conway — хор - Will Graney — организация хора | - Звукоинженеры: Scott Atkins, Mark Harwood, Doug Cook - Сведение: Scott Atkins - Мастеринг: Scott Atkins - Дизайн: Matt Vickerstaff, Travis Smith, Kewin Miceli |